# الكلية التكنولوجية (الإسكندرية)

الكلية التكنولوجية بالإسكندرية هي إحدى المؤسسات التعليمية الحكومية في مصر. وتُعد من الكليات التكنولوجية التي تهدف إلى إعداد كوادر فنية مؤهلة للعمل في مختلف المجالات الصناعية والتجارية والسياحية.

## المعاهد
تضم محافظة الإسكندرية عددًا من المعاهد الفنية المتخصصة، ومنها:
- المعهد الفني الصناعي بالإسكندرية
- المعهد الفني التجاري بالإسكندرية
- المعهد الفني التجاري بدمنهور
- المعهد الفني للسياحة والفنادق بالإسكندرية